# 三井マリ子
三井 マリ子（みつい マリこ、1948年5月21日 - ）は、日本の政治家。

## 経歴
秋田県横手市出身。秋田県立横手高等学校からお茶の水女子大学文教育学部を卒業（専攻は英米文学）。米国コロンビア大学・大学院修士課程を修了（専攻は比較教育学、女性学）。上智大学法学部に学士入学するが、後に中退。桐朋女子中学校・高校、野津田高校、駒場高校の英語教員を経て、1987年4月の東京都議会議員補欠選挙に日本社会党公認で杉並区選挙区より立候補して初当選を果たし、以後2期務める。その後、1993年1月13日、社会党に離党届を提出した。同年7月2日に都議を辞職した。同月18日第40回衆議院議員総選挙に旧東京4区より無所属で立候補するが定数5に対し、8位で落選した。その後、佛教大学非常勤講師、法政大学教員を経て豊中市男女共同参画推進センター「すてっぷ」館長、武生市男女共同参画センター名誉館長を歴任。
2007年、東京都知事選において「アサノと勝とう!女性勝手連」の一員に名を連ね、浅野史郎の支援活動の「呼びかけ人」となる。2012年11月、第46回衆議院議員総選挙において秋田3区より民主党公認候補として出馬し、小選挙区で敗北、重複立候補した比例東北ブロックでも復活せず落選した。落選後は民主党を離れ、交流のある議員・候補者の選挙応援などを行う。
2021年8月、ノルウェー王国功労勲章を受章した。

## 活動・主張
東京都議会議員時代に「東京都男女平等オンブズマン条例」推進、「女性副知事登用」「女性のみの制服撤廃」、「公費ミスコン廃止」などに関して参画・策定した。国民の個人の自由を尊重するという理由で、選択的夫婦別姓制度を支持している。同様の理由で、同性愛も尊重し、同性婚を支持していることをHPで記載している。

## 裁判
「すてっぷ」館長（非常勤）の雇止めの取消しを求めて大阪地裁に提訴し、一審では棄却されたが、控訴審の大阪高裁は2010年3月、「三井の行動に反対する宗教右翼等の勢力から受けた組織的な攻撃に市が屈した」「説明せずに常勤化に動いたのは人格権の侵害」と一審判決を破棄し、市に150万円の賠償を命じた。
2013年11月11日、民主党秋田県連代表の松浦大悟と当時の女性秘書2人に対し、民主党での政治活動を断念するよう強要され、供託金の分配も行われなかったとして、慰謝料など計約2760万円を求める訴訟を秋田地裁横手支部に起こした。これを受けて民主党秋田県連は、当初、今回の衆院選では三井個人の資金は一銭も使われておらず、党の金を原資とした供託金は公金なのだから秋田3区総支部に戻すべきで、「三井氏の言動があまりにも酷く、これ以上応援できないとする支援者たちが続出していた」と主張した。しかし、2014年5月10日、松浦は供託金300万円を返金したことを明らかにした。同年10月、秋田地検は民主党秋田県連代表の松浦の当時の元秘書を嫌疑不十分で不起訴処分とした。

## 著書
単著
- 1988年10月 『見わたせばあらッ男ばかり―マリ子先生の「議会通信簿」から』、フォー・ユー、ISBN 4893760343
- 1989年4月 『マジョンナ・マジョリティ宣言―文句をタレると政治が変わる』、メタモル出版、ISBN 4895950026
- 1992年7月 『桃色の権力―世界の女たちは政治を変える』、三省堂、ISBN 4385354480
- 1994年4月 『セクハラ110番』、集英社、ISBN 4087830829
- 1995年8月 『ママは大臣 パパ育児―ヨーロッパをゆさぶる男女平等の政治』、明石書店、ISBN 475030722X
  - 2006年5月 オンデマンド版、ISBN 978-4750390246
- 1999年2月 『男を消せ!―ノルウェーを変えた女のクーデター』、毎日新聞社、ISBN 4620312878
- 2020年8月 『さよなら! 一強政治――徹底ルポ 小選挙区制の日本と比例代表制のノルウェー』、旬報社、ISBN 978-4845116485

共著
- 1986年7月 『女たちは地球人』、学陽書房、ISBN 4313840206
- 1989年5月 『Oの物語』、レターボックス社、ISBN 4947635029
- 2012年4月　『バックラッシュの生贄-フェミニスト館長解雇事件』旬報社、ISBN 4845112612

共翻訳
- 2004年4月 『女たちのパワーブック』かもがわ出版、ISBN 4876998051